# Valentina Rosselli (effettista)
Valentina Rosselli (10 marzo 1992) è un'effettista italiana.
È nota per aver vinto il Visual Effects Society Award come miglior personaggio animato in un film fotorealistico per Ivan, il gorilla nel film L'unico e insuperabile Ivan della Disney.

## Biografia
Rosselli ha lavorato su film come Ghost in the Shell, Dumbo, Crudelia e L'unico e insuperabile Ivan, per il quale, nel 2021, ha vinto il Visual Effects Society Award come miglior personaggio animato in un film fotorealistico al 19° Visual Effects Society Awards, per il lavoro su Ivan, il gorilla.
Nel 2023, ha ricevuto una candidatura per il Visual Effects Society Award come miglior personaggio animato in un film fotorealistico per la Volpe "l'Onesto" in Pinocchio, diretto da Robert Zemeckis, al 21esimo Visual Effects Society Awards.

## Filmografia
- Ghost in the Shell , regia di Rupert Sanders (2017)
- La mummia (The Mummy), regia di Alex Kurtzman (2017)
- La Torre Nera (The Dark Tower), regia di Nikolaj Arcel (2017)
- Acquaman , regia di James Wan (2018)
- Dumbo, regia di Tim Burton (2019)
- Godzilla II - King of the Monsters (Godzilla - King of the Monsters), regia di Michael Dougherty (2019)
- Il Re Leone (The Lion King), regia di Jon Favreau (2019)
- Il richiamo della foresta (The Call of the Wild), regia di  Chris Sanders (2020)
- L'unico e insuperabile Ivan (The One and Only Ivan), regia di Thea Sharrock (2020)
- Crudelia (Cruella), regia di Craig Gillespie (2021)
- Ghostbusters: Legacy (Ghostbusters: Afterlife), regia di Jason Reitman (2021)
- Pinocchio,  regia di Robert Zemeckis (2022)
- La Sirenetta (The Little Mermaid), regia di Rob Marshall (2023)
- Mufasa: Il Re Leone (Mufasa: The Lion King), regia di Tim Burton (2024)